# Michael Angelo Batio

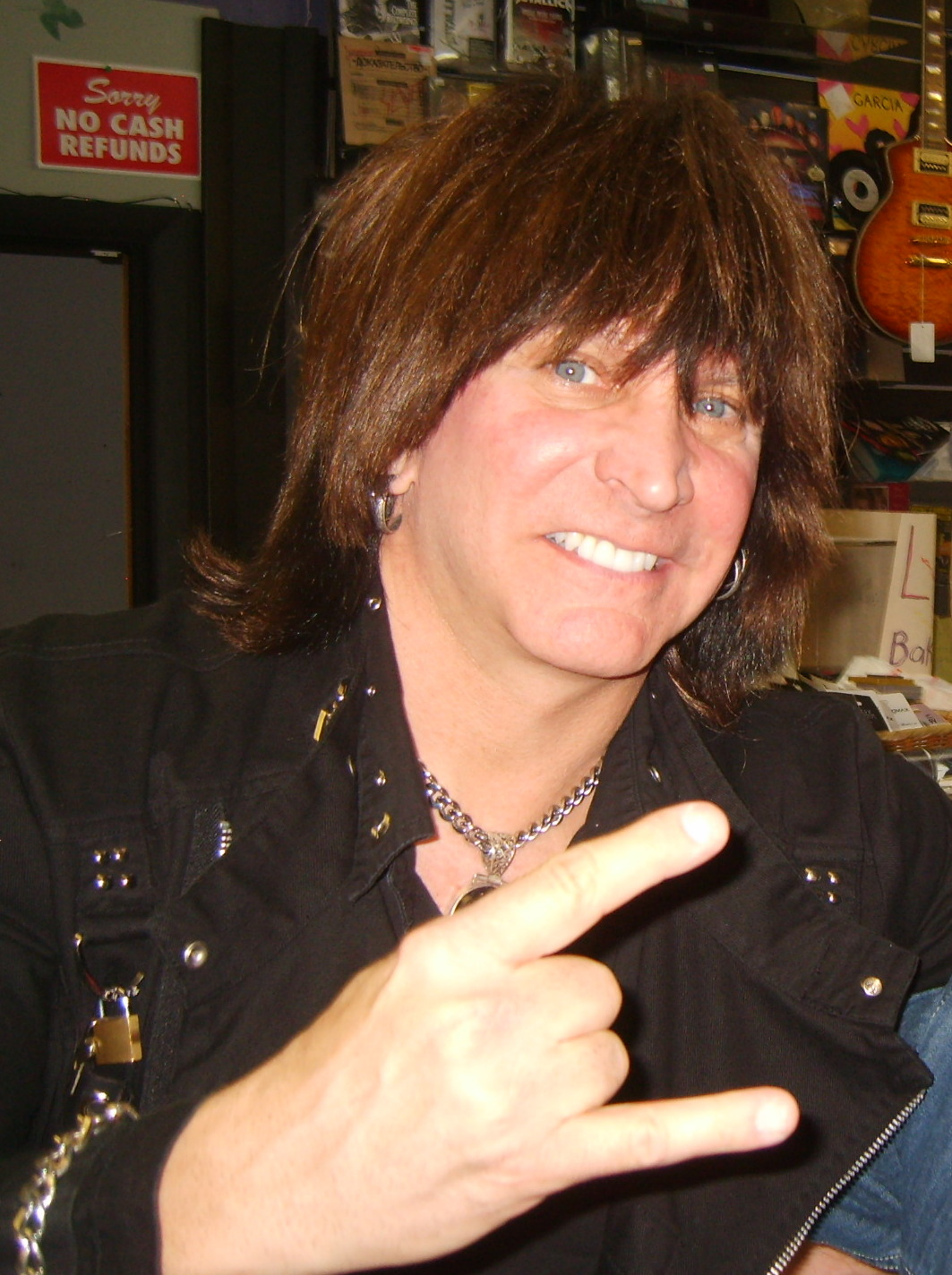
Michael Angelo Batio 2010

Michael Angelo Batio (* 12. Juni 1956 in Chicago, Illinois) ist ein amerikanischer Rockgitarrist.

## Biographie
Michael Angelo Batio (MAB) begann mit fünf Jahren Piano und mit zehn Jahren Gitarre zu spielen. Mit 14 Jahren spielte er Jazz und gewann mit 16 Jahren eine Auszeichnung für herausragende Leistungen als Jazzsolist an der Gitarre. Er studierte Music Theory an der Northeastern Illinois University und schloss das Studium mit einem Bachelor of Arts ab.
Batio ist berühmt für sein extrem schnelles Gitarrenspiel, seine außergewöhnliche Spieltechnik („MAB - Over-Under“-technique) sowie für sein Spiel auf der von ihm entworfenen Doubleaxe im Gegensatz zur Doubleneck, wie sie zum Beispiel Jimmy Page benutzt. Die Doubleaxe besteht aus zwei am Korpus verbundenen Gitarren, eine Linkshändergitarre und eine Rechtshändergitarre, die Batio simultan spielt, und das in jeglicher Konstellation der Hände. Mit Jim Gillette, Rob Rock(er), und TJ Racer gründete er die Metalband Nitro, mit der er zwei Alben veröffentlichte. Zudem veröffentlichte er mehrere Alben mit der Band Holland.
Während seiner Zeit bei Nitro veröffentlichte er auch sein erstes Lehrvideo Speed Kills, das damals das meistverkaufte Gitarren-Lehrvideo überhaupt war. Nitro lösten sich Anfang der 90er auf. Batio gründete 1993 sein eigenes Plattenlabel M.A.C.E. Music, auf dem er hauptsächlich seine eigenen Instrumentalaufnahmen, sowie die von anderen jungen Gitarrenvirtuosen veröffentlicht. Er ist außerdem ein gefragter Workshop-Gitarrist und derzeit Endorser von Dean Guitars.
2005 wurde er vom Magazin Guitar One auf Platz 1 der zehn schnellsten Gitarristen gewählt.
Seit 2023 ersetzt er E.V. Martel an der Gitarre bei Live-Auftritten der Band Manowar.

## Equipment

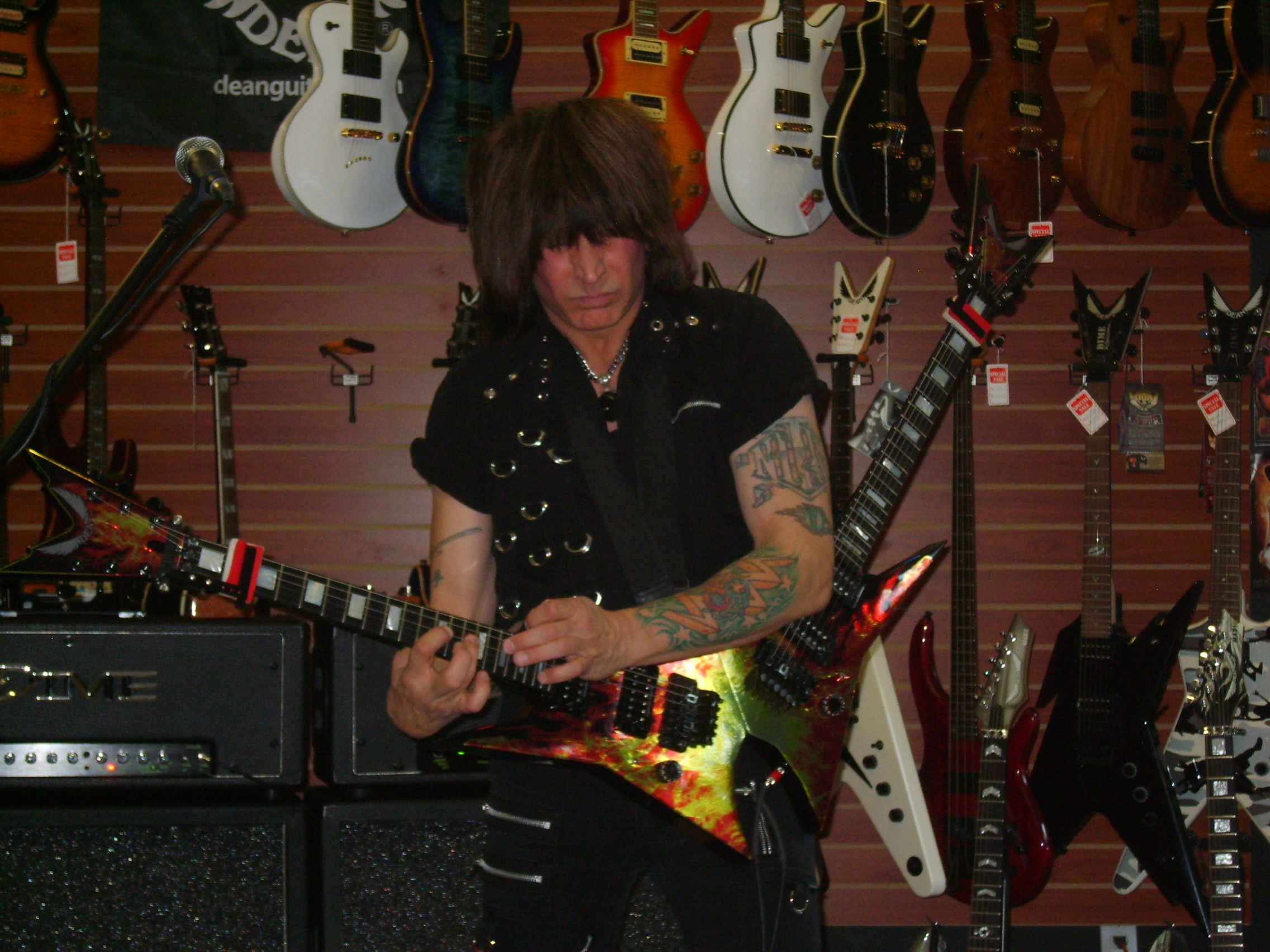
Batio auf einer Doppelgitarre spielend

Michael Angelo Batio ist bekannt für seinen typischen E-Gitarrensound wie zum Beispiel in Liedern wie Freight Train (Nitro) und No Boundaries. In seinem offiziellen Forum gab er das Geheimnis zu diesem Sound preis: Er benutzt „Mid booster“ (künstliche Mittenanhebung) und übersteuert die Endstufe seiner Verstärker mittels diverser Overdrive Pedale.
Anfangs benutzte Batio Gitarren von Gibson und Dean mit einem BOSS „DS-1“ oder „OD-2“ in Verbindung mit Verstärkern von Marshall. Später wurde er endorsed von Randall (zur Zeit von NITRO), bis der Gründer die Firma verkaufte. Es gab eine Zeit nach dem Verkauf von Randall, in der Batio vorgab, diese Verstärker zu benutzen (Live und auf Videos – etwa 1990 und während der den Aufnahmen zu Speed Kills); er spielte aber in Wirklichkeit Marshalls. Als Dean Guitars 1986 verkauft wurde, spielte er ausschließlich Gitarren von B. C. Rich, bis er von Washburn Guitars endorsed wurde.
Sein berühmter Sound, der oft als weich, jedoch sägend, exzessiv übersteuert und synthesizerähnlich beschrieben wird, ist zunächst also nur eine Kombination eines Boss „OD-2“ (mit maximaler Verzerrung) und eines modifizierten Marshall JCM 800 Lead Series (mit mittlerer Verzerrung und sehr hoher Lautstärke für die Endstufenzerrung).
Um 2000 erwarb Batio einen originalen Ibanez TS-9 „Tube Screamer“, welchen er seitdem ausschließlich einsetzt, obwohl er einen starken Gegensatz zu seinem bisherigen Sound darstellte (mehr Höhen, Schärfe, Transparenz als der alte „MAB synth tone“). Batio benutzt außerdem speziell angefertigte, nicht für den Handel vorgesehene Dimarzio Tonabnehmer, die wie eine Mischung aus „Super 2“, „PAF“ (in der Halsposition) und einem „Super Distortion“ (in der Stegposition) klingen. Zusätzlich kommen Tonabnehmer von EMG und Seymour Duncan zum Einsatz.
Als Verstärker speziell für die Rhythmusgitarre verwendet er gerne den „Dual Rectifier“ von Mesa/Boogie, welcher einen sehr angenehmen Kontrast zu seinem üblichen Marshallsound gibt.
Die Firma T-Rex Engineering hat 2007 in Zusammenarbeit mit Batio ein spezielles Overdrive Pedal entwickelt, das besonders auf seine Bedürfnisse abgestimmt ist. Es zeichnet sich durch eine härtere Verzerrung mit mehr Gain aus.

## Diskografie

### Alben
- 1989 O.F.R. mit der Band Nitro
- 1991 H.W.D.W.S. mit der Band Nitro
- 1995 No Boundaries
- 1997 Planet Gemini
- 1998 Gunnin' for Glory
- 2000 Lucid Intervals and Moments of Clarity
- 2000 Tradition
- 2004 Lucid Intervals and Moments of Clarity, Pt. 2, Kompilation von Batios 3. und 4. CD, remastered.
- 2005 Hands Without Shadows
- 2007 2 X Again
- 2009 Hands Without Shadows 2
- 2013 Intermezzo
- 2020 More Machine than Man

### Lehrvideos
- 1991 Speed Kills
- 1998 Jam With Angelo
- 2003 Speed Lives
- 2006 Speed Kills 2
- 2006 Performance
- 2007 Speed Kills 3